# Projet 20386
La Projet 20386 ou classe Derzky est un projet de classe de corvette de Russie.

## Description
Le projet 20386 est la dernière classe de corvettes russe construite par Severnaya Verf pour la marine russe. Basée sur les classes Steregushchiy et Gremyashchiy, la nouvelle classe devait être plus grande et plus furtive. La conception initiale prévoyait la construction d'une série d'au moins dix corvettes de ce type.

## Galerie d'images

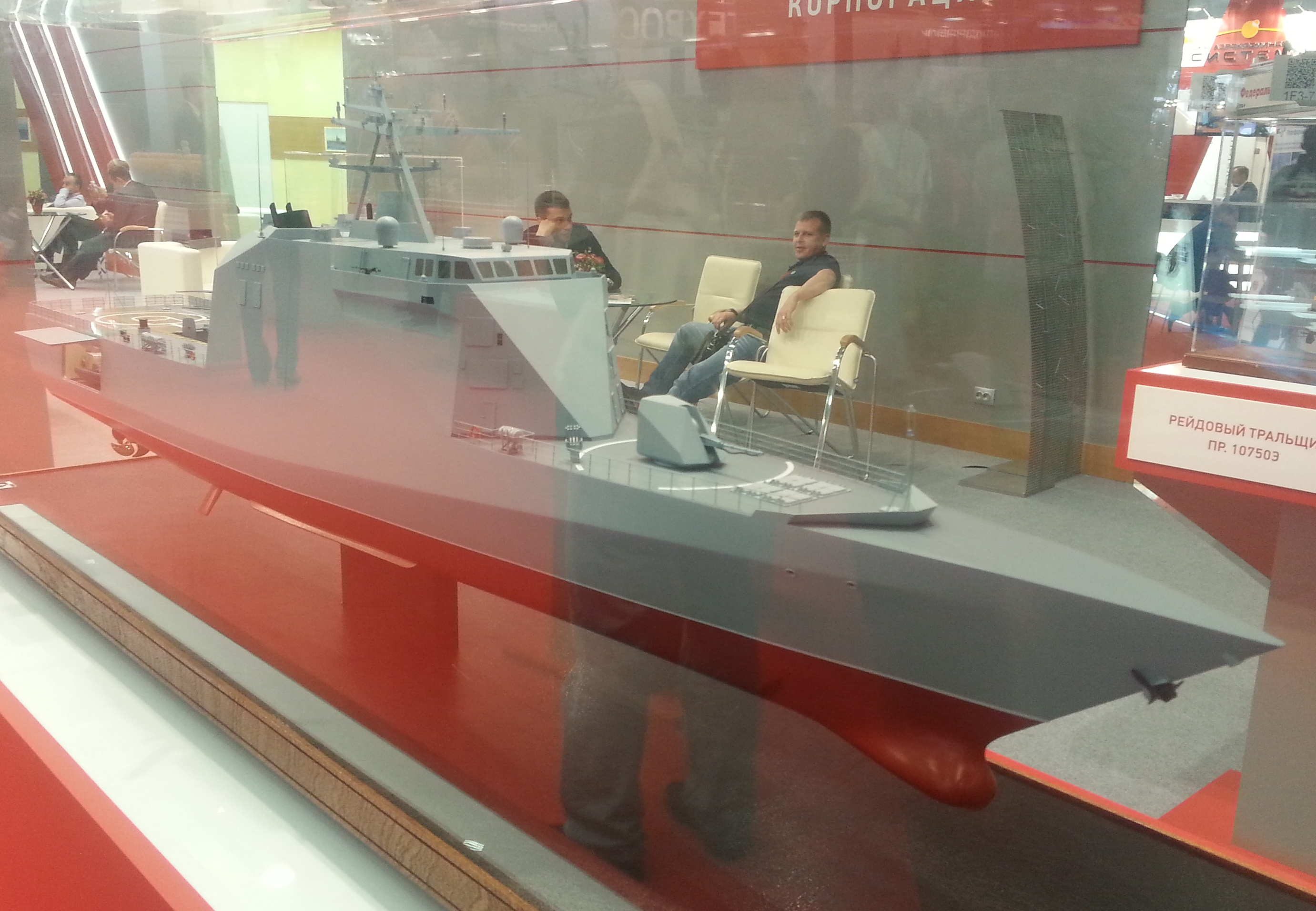
Maquette de corvette  projet 20386 à l'exposition "Army 2016"